# 大庄萬善堂
25°11′09″N 121°25′46″E / 25.185958°N 121.429509°E
大庄萬善堂，是位於臺灣新北市淡水區大庄里、淡海新市鎮的陰廟，有祭祀清法戰爭淡水戰役陣亡的清軍。

## 沿革

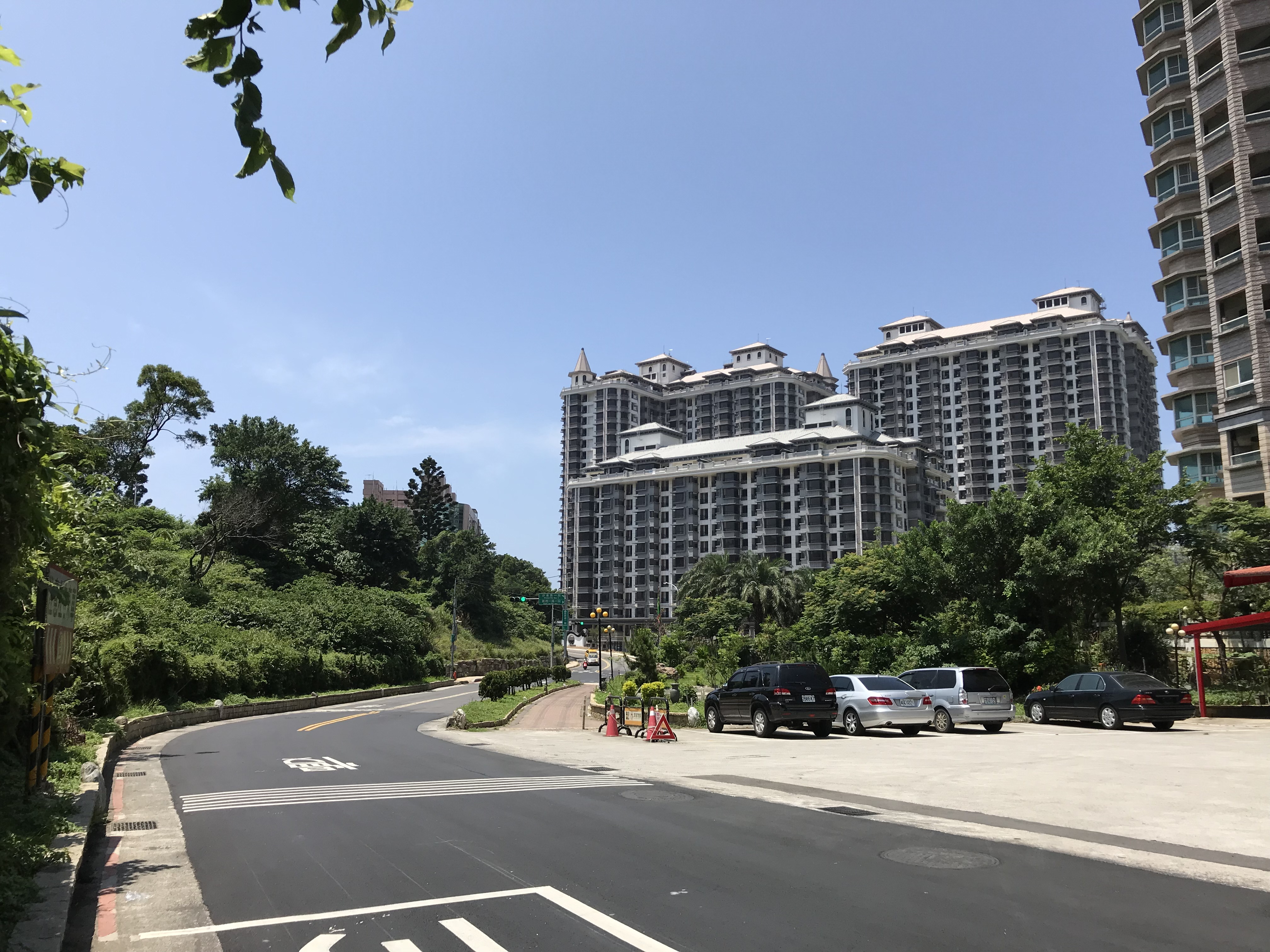
大庄萬善堂前的淡海新市鎮。

大庄萬善堂位在大庄埔，原先是只有一、兩坪的鄉野小廟，旁有供奉地藏王菩薩的地源宮。
過去在清治時期，駐守於淡水的湘、淮軍，因中法戰爭淡水之役陣亡、染病、或水土不服去世者，分別集中安葬於淡水的竿蓁林滬尾湖南勇古墓、淡海新市鎮的公司田橋與大庄埔。史冊記載，這些軍人姓名可考的有兩百餘位，不詳者約一千四百多名，從當地遺留的墓碑上研判，多屬湖南、安徽籍。
戰後時期，大庄萬善堂附近的淡水高爾夫球場擴建時，挖出大量湘、淮軍的墓碑和遺骸，由球場業者、球友吳火獅、吳尊賢等人及地方人士於1983年集資翻修大庄萬善堂，並在廟後方興建納骨塔，供奉骨灰、遺骸。廟安置了廿多名湘軍、二名淮軍的骨灰罈，以及兩個當年因闢建高爾夫球場被掘起的清軍墓碑。淡水高爾夫球場擔任桿弟的謝富田多年長期管理此廟，並為香客訴說清軍和法軍作戰的歷史。
由於不少民眾認為非常靈驗，因此成為當地的信仰中心，並逐漸擴大。2003年，廟地因位於淡水新市鎮計畫區內，受都市計畫變更，通往新民街方向的舊道路被封，改建橫向道路連向廿公尺寬大道。

## 祭祀

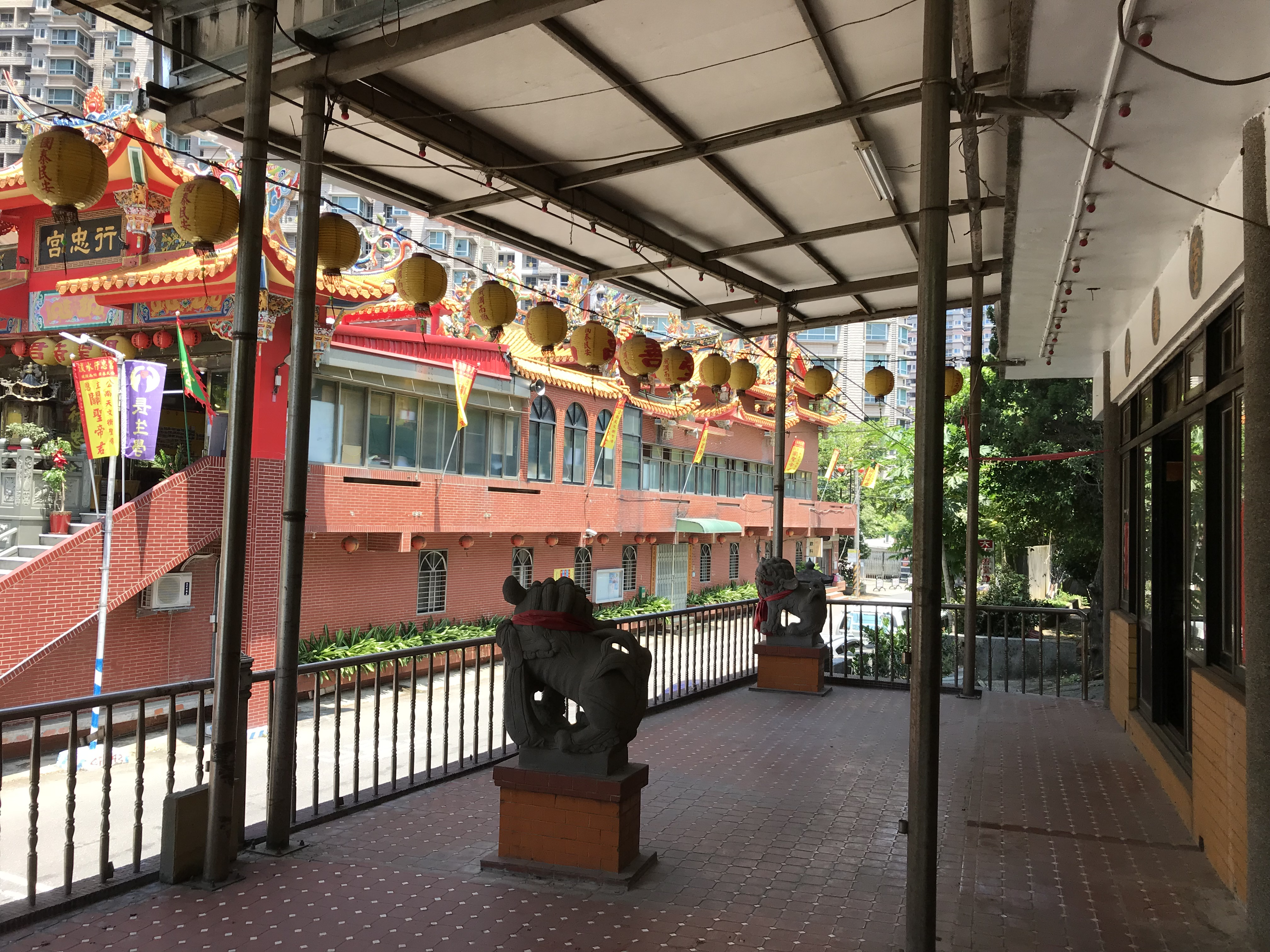
大庄萬善堂前為淡水行忠宮與台北灣。

淡水高爾夫球場會派人定期祭拜。謝富田是高爾夫球國手謝敏男的叔叔，他表示大庄萬善堂供奉城隍爺、萬聖爺、土地公，每年農曆七月廿八日舉辦中元普渡，當天依聖筊連續次數選出新主委、副主委、爐主。他說廟內有許多不成文的習俗，包括安置湘、淮軍的納骨塔鐵門無人敢輕易開啟，若是法力不足的道士，恐鎮不住怨氣。另外，每年中元普渡時，廟方都會舉辦擲筊比賽，視聖筊連續次數選出新主委、副主委、爐主。

## 風波

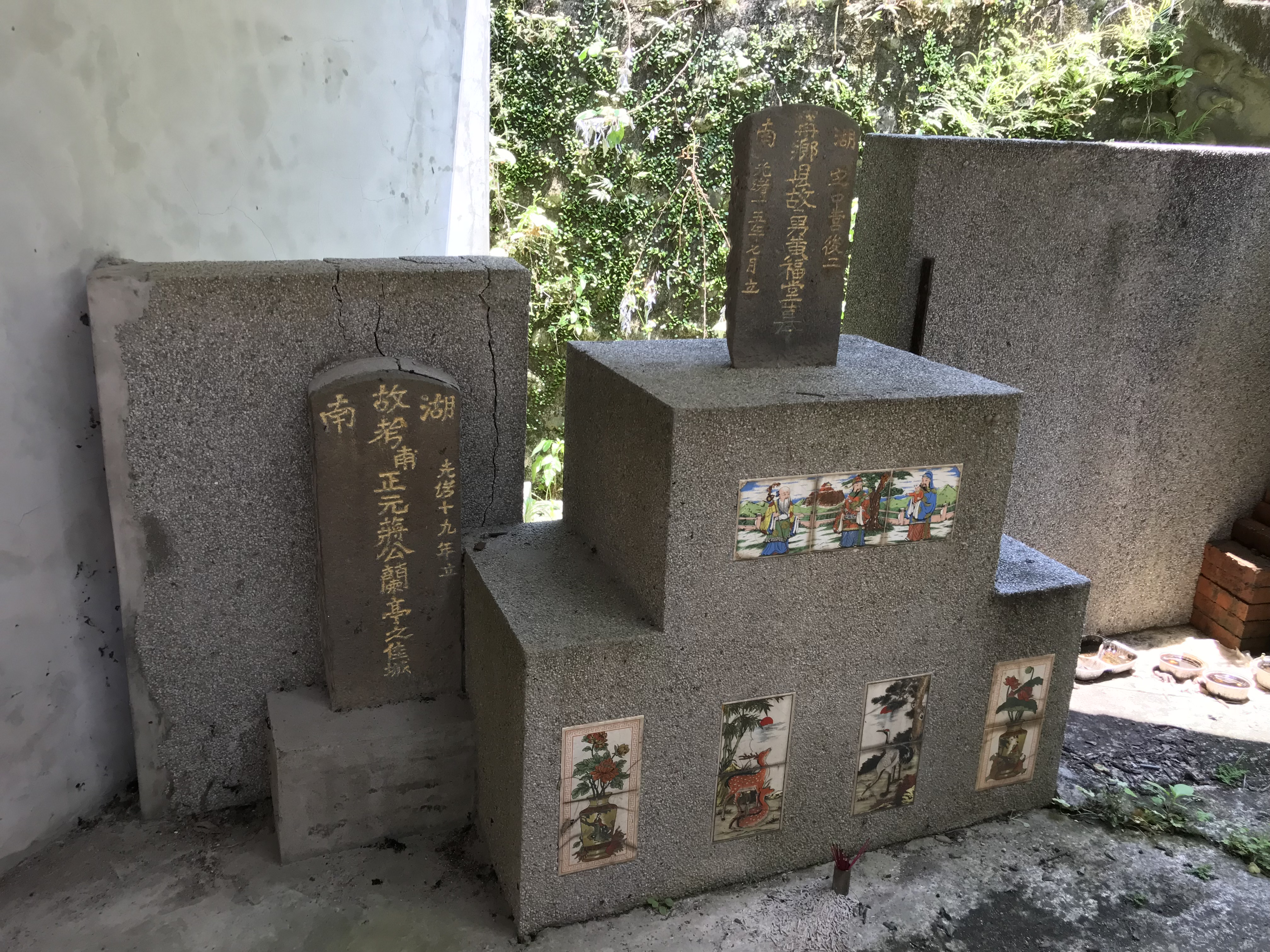
大庄萬善堂湘軍墓碑

2009年，周杰倫母親葉惠美購買大庄萬善堂旁的台北灣新屋，在探勘工地時她以為該廟只是一般廟宇，直到2011年她從二十一樓的落成新屋內眺望，才發現周遭有亂葬崗，後也才知此廟是陰廟。同年11月1日，葉惠美至台北地院出庭，控告建商寶路建設，要求退錢並賠償新台幣100萬，再由周杰倫將賠償金捐給公益團體。當日，時任市長的朱立倫回應，這絕對不是個案，要求消保官當大案來辦。
對此，寶路建設的律師黃世芳和江如蓉辯護說，台北灣旁不是亂葬崗，而是中法戰爭捐軀軍人墳墓，新北市政府已遷葬完畢。當時被提告後，該處每坪房價下跌約至少5萬。管理大庄萬善堂的謝富田妻子謝張親則表示墓都已遷到三芝區，且地藏王會保佑大家。
2012年3月14日，台北地院宣判葉惠美敗訴。她回應尊重判決結果，不再上訴。